# Buceș
Buceș é uma comuna romena localizada no distrito de Hunedoara, na região histórica da Transilvânia. A comuna possui uma área de 128.83 km² e sua população era de 2161 habitantes segundo o censo de 2007.